# النساء في عصر التنوير

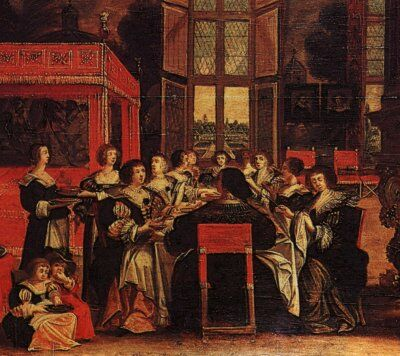
الصالون كما رسمه الرسام الفرنسي أبراهام بوسيه

يُعد دور المرأة في عصر التنوير موضع نقاش. يُعترف أن النساء في ذلك العصر لم يكن لهنَّ وضع مساوٍ للرجال، وقُمعت معظم أعمالهن وجهودهن. ومع ذلك، أصبحت الصالونات والمقاهي ومنتديات النقاش والمنافسات الأكاديمية والمطبوعات سبلًا للنساء للاختلاط الاجتماعي والتعلم ونقاش أفكار التنوير. بالنسبة للعديد من النساء، حسنت تلك السبل من دورهن في المجتمع وأنشأت أساسات متنية للتقدم المستقبلي.
أتى التنوير ليسرع من أفكار التحرر والتقدم والتسامح. بالنسبة لتلك النسوة اللاتي كن قادرات على نقاش وتقديم مُثُل جديدة فقد أصبح الخطابات حول المساواة الدينية والسياسية والاجتماعية والجنسانية مواضيعًا أساسية في الصالونات ومنتديات النقاش وفي المطبوعات. بينما اكتسبت النساء في إنجلترا وفرنسا حريةً أكبر من قريناتهن في دول أخرى، حُجز دور النساء في التنوير أساسًا لنساء الطبقات الوسطى والعليا، اللاتي سُمح لهن وتمكنَّ من الوصول إلى النقود للانضمام للجمعيات والتعليم للمشاركة في النقاش. لذلك، مثلت النساء في التنوير طبقةً صغيرةً فقط من المجتمع وليس كامل الجنس النسائي.

## اُناس ومنشورات مهمة
أصبح دور النساء في المجتمع موضوع نقاش خلال فترة التنوير. ناقش فلاسفة ومفكرون مؤثرون مثل جون لوك ودافيد هيوم وآدم سميث ونيكولا دو كوندورسيه وجان جاك روسو مسائل المساواة الجندرية. قبل فترة التنوير، لم تُعتبر النساء ذات وضع مساوٍ للرجال في المجتمع الغربي. على سبيل المثال، اعتقد روسو أن النساء مرؤوسات للرجال وأن على النساء طاعة الرجال. متحديًا التفاوت العام، اعتقد لوك أن الفكرة القائلة إن الرجال متفوقون على النساء هي فكرة من صناعة الرجل. تحدى كوندورسيه أيضًا التفاوت الجندري الموجود من خلال مناصرة المساواة السياسية للنساء. استشهد المؤلفون بالملكة إليزابيث وإمبراطورة روسيا كاترين وملكة النمسا ماريا تيريزا بصفتهن نساء قويات قادرات على الفكر. في السنوات القليلة الماضية أصبحت العلاقة بين التنوير والدين، على سبيل المثال التنوير الكاثوليكي في أعمال وحيوات الكاتبات، محط اهتمام المؤرخين.
من بين الفيلسوفات والمؤرخات المشهود لهن في التنوير ماري وولستنوكرافت وأوليمبي دو غوغ وكاثرين ماكاولي وماري أستيل وماري شودليه ولويز ديبيناي. ناصر عمل ماكاولي المؤثر «رسائل عن التعليم» تعليم النساء. استخدم كتاب وولستونكرافت «دفاعًا عن حقوق النساء» محاججات مماثلة، قائلًا إن على النساء الحصول على التعليم متكافئ مع موقعهنَّ في المجتمع. أعطى تمكين النساء من التعليم دفعةً لاحتمال تسريع التقدم في المجتمع. نشرت دو غوغ «إعلان حقوق المرأة والمواطِنة» بصفته شهادةً عن التفاوت السياسي للنساء ولتحدي سلطة الرجل في المجتمع.

## الصالونات
كانت الصالونات بمثابة منتدى يمكن من خلاله لنساء النخب المتعلمات مواصلة تعليمهن في مكان محادثة متحضرة، بينما يحكمن على الخطاب السياسي، وكانت الصالونات مكانًا يمكن أن يتفاعل فيه الناس من جميع الطبقات الاجتماعية.
في القرن الثامن عشر، حُوِّل الصالون من مكان للترفيه إلى مكان للتنوير، تحت إشراف مدام جوفرين ومادموزيل دي ليسبيناس ومدام نيكر. في الصالون، لم يكن هناك حاجز طبقي أو تعليمي يمنع الحضور من المشاركة في مناقشة مفتوحة. طوال القرن الثامن عشر، كان الصالون بمثابة مصفوفة لمُثُل التنوير. كانت النساء مهمات في هذه المجال لأنهن أخذن دور مرتادات الصالونات.
جُمعت صالونات فرنسا من قبل عدد قليل من نساء النخبة المهتمات بالتعليم وترويج فلسفات التنوير. استُضيفت الصالونات في منزل خاص أو غرفة طعام بالفندق. كانت هناك وجبة، ويجري الحديث بعد ذلك. أثناء الوجبة، يكون التركيز على الحوار بين الراعيات بدلًا من تناول الطعام.
كان للصالونات هيكل اجتماعي هرمي إذ دُعمت الرتب الاجتماعية ولكن بموجب قواعد مختلفة للمحادثة مصممة للحد من سوء التفاهم والصراع. غالبًا ما كانت المشاركات من طبقات اجتماعية مختلفة، ما يسمح للعامة بالتفاعل مع الأشخاص ذوي المكانة الأعلى. استخدم الكثير من الناس الآراء العصرية لرفع السلالم الاجتماعية.
ضمن التسلسل الهرمي للصالونات، تولت المرأة دور الحكم. في البداية كانت الصالونات مؤسسةً للترفيه، وأصبحت مؤسسةً نشطة للتنوير. تقدم سوزان نيكر، زوجة وزير المالية لويس السادس عشر، مثالًا على كيفية تأثير موضوعات الصالونات على سياسة الحكومة الرسمية.
يعتقد البعض أن الصالونات عززت بالفعل أو جعلت الفروقات الجندرية والمجتمعية ممكنة الاحتمال. سمحت الصالونات للأشخاص من مختلف الطبقات الاجتماعية بالتحدث ولكن ليس على قدم المساواة. كانت النساء في الصالونات نشيطات بطرق مماثلة للنساء في مجتمع المحاكم التقليدية كمحميات، أو ناشطات اجتماعيًا إذ قيل إن وجودهن يشجع النشاط المدني والأدب. بالإضافة إلى ذلك، لم تكن الصالونات تستخدم في كثير من الأحيان للأغراض التعليمية، بل كوسيلة للتواصل الاجتماعي والترفيه.

## المقاهي
كان المقهى مكانًا يجتمع فيه الموهوبون الإنجليزيون للتحدث والتثقيف في بيئة حضارية. تجمع الناس من جميع مستويات المعرفة لتبادل المعلومات والاهتمامات ومناقشتها. جمعت المقاهي الناس معًا للتعلم، لكنهم لم يكونوا مرتبطين بأي جامعة أو مؤسسة. كممارسات غير رسمية للتعليم، غالبًا ما تُدان المقاهي وتُعتبر غير مناسبة من قبل العلماء الذكور الذين اعتادوا على المؤسسات التي يهيمن عليها الذكور تمامًا.
المقهى هو المكان الذي شاركت فيه أغلبية النساء، مثل المقهى الذي أدارته مول كينغ، الذي قيل إنه يحط من المقاهي التقليدية، للموهوبين، التي يديرها الذكور. يعمل مقهى كينغ العصري حتى ساعات متأخرة من الليل ويلبي احتياجات العملاء المختلفين تمامًا عن الموهوبين. يظهر المقهى الخاص بها أن نساء عصر التنوير لم يكن دائمًا مجرد الجنس الخجول، أو المحادثات المهذبات، أو محميات الفنانين الطموحين.

## منتديات النقاش
كانت منتديات النقاش تجمعات شعبية تضمنت كلًا من التعليم والترفيه من خلال نقاش شؤون الدولة والشؤون الاجتماعية. تُستأجر قاعة ويُفرض على الحضور رسوم دخول لمناقشة مواضيع مختلفة في المجال العام. كانت منتديات النقاش في البداية يهيمن عليها الذكور، لكنها تطورت إلى منظمات مختلطة الجنس وأحداث للنساء فقط. على عكس الصالونات، كانت النساء قادرات على المشاركة على قدم المساواة وليس كمحكومات أو محميات.
اكتسبت منتديات النقاش، التي كانت قبل عصر التنوير حكرًا على الذكور، شعبيةً في لندن في خمسينيات القرن الثامن عشر. دخلت النساء في إنجلترا المحادثة حول مُثُل التنوير من خلال الانضمام إلى منتديات النقاش. يُمكن لأي شخص يدفع رسوم دخول من الدخول والتحدث. كان الوضع المالي حاجزًا أمام البعض في الطبقات الدنيا، لكن قبول النساء في منتديات النقاش فتح الخطاب السياسي والاجتماعي لجزء أكبر من المجتمع. كانت المنتديات هي المنفذ الوحيد لأفراد الطبقة الدنيا والمتوسطة للتعبير عن وجهات نظر غير تقليدية في ذلك الوقت. جلبت منتديات النقاش النسائية الوحيدة للجمهور الطلب المتزايد على المساواة في التعليم والمساواة في الحقوق السياسية وحماية المهن النسائية. كان يُنظر إلى حضور النساء في منتديات النقاش على أنه توغل في مساحة الذكور وتعرض لانتقادات كبيرة. كان هذا النقد دافعًا لإنشاء منتديات نقاش فقط للنساء.
في نهاية عام 1780، كانت هناك أربع منتديات نقاش معروفة للنساء فقط: لا بيل أسيمبلي، والبرلمان النسائي، ومناظرات دار كارلايل للسيدات فقط، والكونغرس النسائي. غالبًا ما تناولت الموضوعات مسائل العلاقات بين الذكور والإناث والزواج والمغازلة وما إذا كان ينبغي السماح للمرأة بالمشاركة في الثقافة السياسية.
على الرغم من أنه طُلب من النساء المشاركة في منتديات النقاش، إلا أنه كانت هناك شروط تتعلق بالمجتمعات التي يمكن أن يكونوا جزءًا منها ومتى يُسمح لهن بالحضور. لم يُسمح للنساء بالمشاركة إلا في حالة عدم وجود كحول. على الرغم من حضور النساء والمشاركة في منتديات النقاش، إلا أنهن غالبًا ما يتهمن بعدم تقديم حجج صحيحة والتصرف ببساطة كدمى.